# Jean Behra
Jean Marie Behra (Niça, 16 de febrer de 1921 - Berlín, 1 d'agost de 1959) va ser un pilot de curses automobilístiques occità, que va arribar a disputar curses de Fórmula 1. Behra morí per culpa de les ferides rebudes en un accident disputant una cursa al circuit d'AVUS, Alemanya.

## A la F1
Va debutar a la tercera temporada de la història del campionat del món de la Fórmula 1, la corresponent a l'any 1952, disputant el 18 de maig el GP de Suïssa, que era la prova inaugural de la temporada.
Jean Behra va participar en cinquanta-tres curses (amb 9 podis) puntuables pel campionat de la F1, repartides en vuit temporades, les que hi ha entre 1952 i 1959.

## Resultats a la Fórmula 1
| Any  | Equip                     | Xassís        | Motor    | 1       | 2       | 3       | 4       | 5       | 6        | 7       | 8       | 9       | 10      | 11      | Posició | Punts |
| ---- | ------------------------- | ------------- | -------- | ------- | ------- | ------- | ------- | ------- | -------- | ------- | ------- | ------- | ------- | ------- | ------- | ----- |
| 1952 | Equipe Gordini            | Gordini       | Gordini  | SUI 3   | 500     | BEL Ret | FRA 7   | GBR     | ALE 5    | HOL Ret | ITA Ret |         |         |         | 11è     | 6     |
| 1953 | Equipe Gordini            | Gordini       | Gordini  | ARG 6   | 500     | HOL     | BEL Ret | FRA 10  | GBR Ret  | ALE Ret | SUI Ret | ITA     |         |         | -       | 0     |
| 1954 | Equipe Gordini            | Gordini       | Gordini  | ARG DSQ | 500     | BEL Ret | FRA 6   | GBR Ret | ALE 10   | SUI Ret | ITA Ret | ESP Ret |         |         | 26è     | 0,14  |
| 1955 | Officine Alfieri Maserati | Maserati      | Maserati | ARG 6*  | MON 3*  | 500     | BEL 5*  | HOL 6   | GBR Ret  | ITA 4   |         |         |         |         | 9è      | 6     |
| 1956 | Officine Alfieri Maserati | Maserati      | Maserati | ARG 2   | MON 3   | 500     | BEL 7   | FRA 3   | GBR 3    | ALE 3   | ITA Ret |         |         |         | 4t      | 22    |
| 1957 | Officine Alfieri Maserati | Maserati      | Maserati | ARG 2   | MON     | 500     | FRA 6   | GBR Ret | ALE 6    | PES Ret |         |         |         |         | 11è     | 6     |
| 1957 | Officine Alfieri Maserati | Maserati      | Maserati |         |         |         |         |         |          |         | ITA Ret |         |         |         | 11è     | 6     |
| 1958 | Ken Kavanagh              | Maserati      | Maserati | ARG 5   |         |         |         |         |          |         |         |         |         |         | 11è     | 9     |
| 1958 | Owen Racing Organisation  | BRM           | BRM      |         | MON Ret | HOL 3   | 500     | BEL Ret | FRA Ret  | GBR Ret | ALE Ret | POR 4   | ITA Ret | MAR Ret | 11è     | 9     |
| 1959 | Scuderia Ferrari          | Ferrari       | Ferrari  | MON Ret | 500     | HOL 5   | FRA Ret | GBR     |          |         |         |         |         |         | 17è     | 2     |
| 1959 | Jean Behra                | Behra-Porsche | Porsche  |         |         |         |         |         | ALE MORT | POR     | ITA     | USA     |         |         | 17è     | 2     |

(*) Cotxe compartit.

### Resum
| Curses: | Victòries: | Pòdiums: | Poles: | Voltes ràpides: | Punts: |
| ------- | ---------- | -------- | ------ | --------------- | ------ |
| 53      | 0          | 9        | 0      | 1               | 51,14  |